# Andropogon gracilis
Andropogon gracilis är en gräsart som beskrevs av Spreng.. Andropogon gracilis ingår i släktet Andropogon och familjen gräs. Inga underarter finns listade i Catalogue of Life.